# 田慕芳

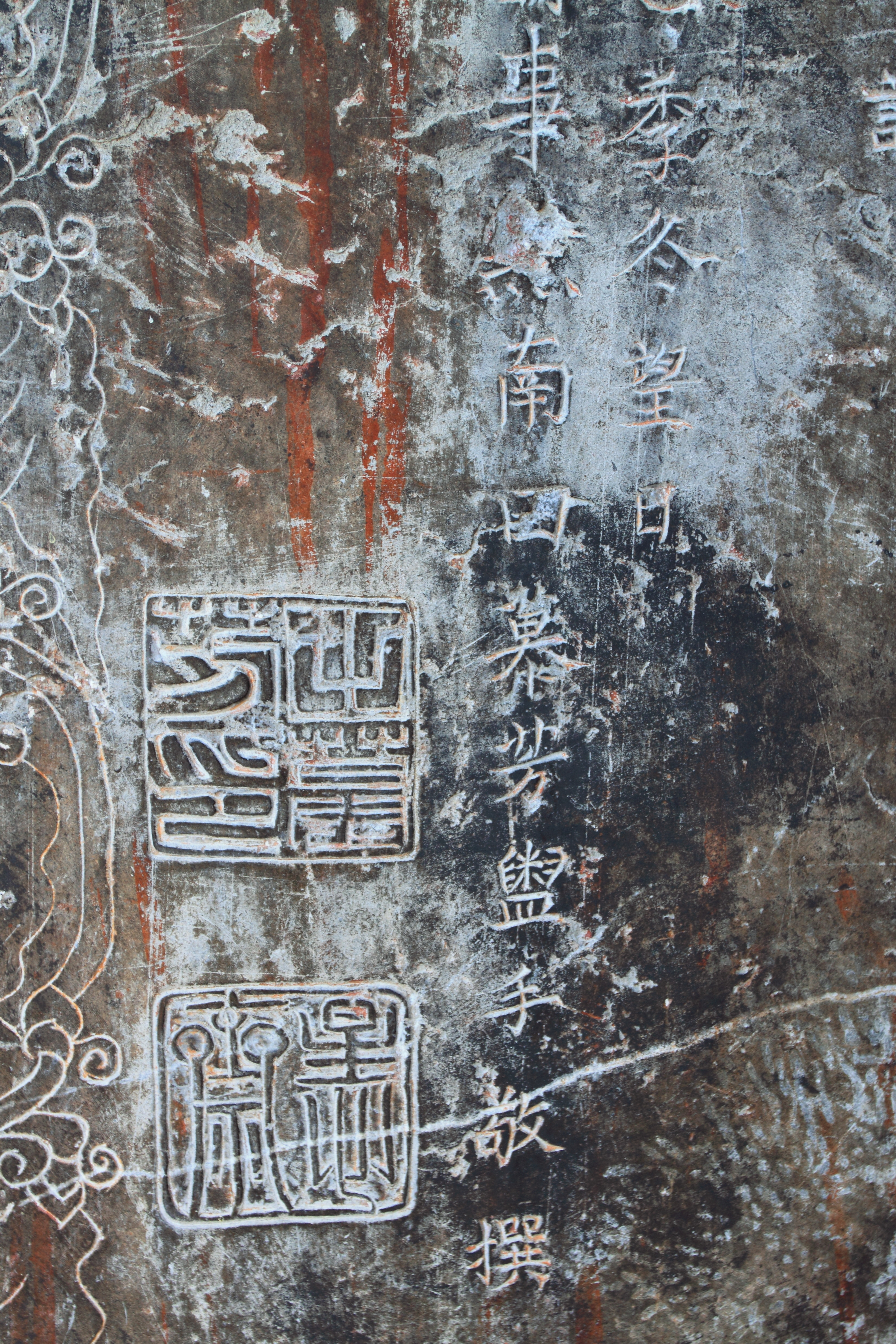
恭城文庙《恭城县重建文庙碑记》局部，由时任恭城知县的田慕芳撰写

田慕芳，贵州贵阳人，清朝政治人物，同進士出身。
康熙三十三年（1694年）甲戌科進士，三甲六十七名，曾官恭城縣知縣。